# Robert Vlach (podnikatel)
Robert Vlach (* 3. července 1978 Ostrava) je český podnikatel, poradce a popularizátor podnikání na volné noze. V roce 2011 získal ocenění Živnostník roku 2011 Moravskoslezského kraje. Je autorem vůbec první knihy pro nezávislé profesionály (freelancery) v češtině Na volné noze: Podnikejte jako profesionálové (Jan Melvil Pubslishing, 2017). V roce 2019 ve stejném nakladatelství vydal knihu The Freelance Way.

## Kariéra
Vystudoval obchodní akademii, poté pracoval ve Španělsku jako vývojář webových služeb. Po návratu zpět do České republiky založil v roce 2005 internetový portál Na volné noze, který prezentuje české freelancery a podporuje jejich podnikání. Založil první evropský think tank pro nezávislé profesionály a řečnický klub Toastmasters Ostrava a stal se jeho prvním prezidentem.
V roce 2020 vytvořil projekt Freelancing.eu, který propojuje freelancery se zákazníky a obsahuje nejrozsáhlejší seznam evropských platforem, komunit a zdrojů pro freelancery členěný podle zemí.  Ve stejném roce se ve spolupráci s Masarykovou univerzitou v Brně podílel na tvorbě historicky prvního kurzu o podnikání na volné noze na univerzitní půdě. Dvě z témat sám lektoroval.

## Publikační činnost
Robert Vlach se dlouhodobě věnuje publikační a osvětové činnosti. Vydává blog o podnikání v Česku , publikuje v českých médiích o podnikání na volné noze a od roku 2010 píše také blog Co Čtu. V roce 2015 spustil první český videoblog o podnikání na volné noze Na volné noze TV , kde zveřejňuje videorozhovory s českými nezávislými profesionály. Hosty Na volné noze TV byli například PharmDr. Margit Slimáková, nakladatel Tomáš Baránek, konzultantka Margareta Křížová, investor Daniel Gladiš či spisovatelka Hanka Zemanová.

## KnihaNa volné noze
Kniha Na volné noze: Podnikejte jako profesionálové je první publikací o podnikání nezávislých profesionálů v češtině. Vyšla v dubnu 2017 a těží ze zkušeností stovek profesionálů, s nimiž se Robert Vlach setkal ve své praxi či při svých školeních, které pořádá od roku 2007 nejprve ve Valticích, posléze v Praze. Opírá se také o největší český průzkum podnikání na volné noze, do kterého se v roce 2015 zapojilo na 2 300 respondentů.  Kniha obsahuje rady a tipy pro začínající podnikatele, ale i praktiky a kariérní strategie pro pokročilé podnikatele. Publikace má 760 stran.
V říjnu 2017 byla vydána audiokniha Na volné noze. Celkem 30 hodin namluvil Petr Hanák v režii Michala Kurfürsta, předmluvu namluvil autor.

## KnihaThe Freelance Way
Přepracované anglické vydání Na volné noze vyšlo v roce 2019 v nakladatelství Jan Melvil Publishing pod názvem The Freelance Way: Best Business Practices, Tools & Strategies for Freelancers. Oproti českému vydání Na volné noze zaznamenalo přes 350 změn. Do publikace svými radami přispěli i světoví autoři David Allen, David H. Hansson, Adam Grant a Austin Kleon. Rovněž tato kniha obsahuje doporučení pro profesionály na volné noze, čerpá z mnoha dostupných zdrojů i letitých zkušeností autora. Určena je pro široké mezinárodní publikum. Záhy po vydání avizoval vydavatel záměr nabídnout překladatelská práva partnerským vydavatelům ze 40 zemí světa (v průběhu následujících dvou let).